# Festival Internacional de Jazz de Granada
El Festival Internacional de Jazz de Granada se celebra en dicha ciudad de Andalucía (España) , desde el año 1980, durante el mes de noviembre, actualmente organizado por una Oficina de carácter público.

## Historia

### Los comienzos (1980-1990)
El Festival se creó en 1980, impulsado por el promotor local José Mª Ojeda, con una duración reducida (3 días). Desde esa fecha, hasta 1990, el Festival fue creciendo en presupuesto, días de duración y proyección, bajo la misma dirección y con el apoyo del Ayuntamiento de Granada.
En este período, pasaron por el Festival, figuras como Miles Davis, Oscar Peterson, Chick Corea, etc…

### La crisis (1991-1995)
Las discrepancias entre el Ayuntamiento y el organizador del Festival, generaron una crisis de contenido y de público en el mismo. El ayuntamiento se hizo con el control de la organización pero, como consecuencia de sucesivos recortes presupuestarios, el Festival decayó hasta 1995, año en que las actuaciones se saldaron con una afluencia escasísima de espectadores.

### Recuperación (1996 - 2006)
En 1996, se produjo un cambio definitivo en la dirección del Festival, asumiendo la misma Jesús Villalba, e incorporándose como patrocinador la Diputación Provincial. El Festival retomó el pulso e inició un lento ascenso en cuanto a presupuesto, público y prestigio. En 1999, se incorpora también, como patrocinador, la Consejería de Cultura de la Junta de Andalucía, que en los años siguientes iba a incrementar mucho su participación, tanto técnica como económica.
Desde el año 2001, se estabiliza la organización mediante la creación de la Oficina Técnica del Festival, con carácter permanente, y con la instalación de la misma en la Casa morisca del Horno de Oro, en el histórico barrio del Albaicín , y bajo la codirección de Jesús Villalba y José Visedo.
Aunque la Diputación Provincial abandonó el Festival en 2005, para volver a entrar en 2008, la solidez del mismo hizo que apenas se viera afectado, al haberse ido incorporando, como patrocinadores, entidades privadas como Caja Granada o Cervezas Alhambra, y colaboradores como la Asociación Granadajazz.
En las ediciones de 2005 y 2006, la duración del Festival alcanzó los 27 días, con más de 70 actuaciones, y un presupuesto de unos 300.000 €.
En este período pasaron por el Festival la práctica totalidad de las figuras del jazz actual: Herbie Hancock, Diana Krall, Dee Dee Bridgewater, Cassandra Wilson, Wayne Shorter, etc…, y otras figuras como Youssou N’Dour, Elvis Costello, etc…

## Situación actual
A partir de 2007, una serie de cambios políticos en los organismos que sustentan el Festival, truncaron la evolución del mismo, que comenzó a perder presupuesto, situación agravada tras las medidas de austeridad adoptadas por la Junta de Andalucía y otras instituciones, hasta el punto de que el presupuesto de 2012 apenas llegó a la tercera parte del de seis años antes. En 2013, ni la Consejería de Cultura y Deporte, ni Caja Granada, ni Cervezas Alhambra, patrocinan ya económicamente la programación y producción del Festival, quedando nuevamente, tal como ocurrió en 1991, el Ayuntamiento de la ciudad como único promotor.
Desde 2018, la dirección del Festival la asume María José Huertas, convirtiéndose así en la primera mujer en dirigir un festival de jazz en España.

## Estructura del Festival
El Festival se estructura en varios ciclos y actividades, además de exposiciones, cine y otros.
- Ciclo central, con 9 o 10 actuaciones principales en el Teatro Isabel la Católica.
- Ciclo En Paralelo, con un número variable de actuaciones, en distintos escenarios de la ciudad.
- Ciclo Jazz World, que integra actuaciones de música étnica y fusiones.
- Trasnoches de Jazz, con actuaciones en distintos clubs de la ciudad y el Área metropolitana de Granada.
- Concurso Internacional de Intérpretes de Jazz, que comenzó en el año 2002, y recibía concursantes de 35 países. Desde el año 2010, no se convoca, como consecuencia de las restricciones económicas.
- Curso de Jazz de La Zubia, para instrumentistas aficionados.

Como política propia, el Festival siempre reserva un buen número de actuaciones a grupos españoles.